# Александар Шешељ
Александар Шешељ (Београд, 25. септембар 1993) је српски политичар. Заменик је председника Српске радикалне странке и бивши народни посланик у Народној скупштини Републике Србије.

## Биографија
Рођен је 25. септембра 1993. године у Београду, као син Војислава Шешеља и његове друге супруге Јадранке. Уписао је студије на Правном факултету Универзитета у Београду.
Био је кандидат Српске радикалне странке на парламентарним изборима 2014. године, али странка није прешла цензус. Поново је био кандидат на парламентарним изборима 2016. године, као и истовременим локалним изборима у Градској општини Земун. Странка је освојила 22 посланичка мандата, а Шешељ се налазио на вишем месту изборне листе, те тако није изабран. Међутим, Српска радикална странка је ушла у коалицију са Српском напредном странком у Скупштини општине Земун, па је Шешељ постао члан општинског Већа.
Због одласка на Крим 2017. године, поводом годишњице присаједињења Руској Федерацији, забрањен му је улазак у Украјину на пет година.
Након што је Милован Бојић поднео оставку, Шешељ је постао народни посланик 21. септембра 2017. године. Био је члан скупштинског Одбора за здравље и породицу и заменик члана одбора за заштиту животне средине. Налазио се у делегацији Србије у Парламентарној скупштини Савета Европе.
За време избора за одборнике Скупштине града Београда 2018. године је био шеф изборног штаба Миљана Дамјановића, кандидата Српске радикалне странке за градоначелника Београда.
Син је Војислава Шешеља.

## Одликовања
- Орден за допринос јачању мира — од стране министра спољних послова Руске Федерације Сергеја Лаврова.[7]